# Der Trödler von Amsterdam
Der Trödler von Amsterdam ist ein deutsches Stummfilmmelodram aus dem Jahre 1925 von Victor Janson mit Werner Krauß in der Titelrolle. Die Geschichte basiert auf dem gleichnamigen Roman von Alfred Schirokauer.

## Handlung
In einem schäbigen, lichtschwachen Gässchen in der Altstadt von Amsterdam betreibt der arme, alte Trödler Arent Bergh ein kleines Geschäft, wo Ramsch und Plunder hin und wieder einen willigen Käufer finden. Der einzige Freund, der dem alten Sonderling in seinem verstaubten Mikrokosmos geblieben ist, heißt Oliver Morrison. Der ist ein gebildeter Gelehrter, und mit ihm kann sich der Trödler auf philosophischer Ebene über die Dinge des Lebens austauschen. Arents ganze Liebe gilt seiner Tochter Annette, die jedoch nicht in diesem dumpfen, trüben Loch verkümmern möchte. Daher ist es für ihre beste Freundin ein Leichtes, sie dazu zu überreden, mit ihr abends in die Vergnügungslokale der Stadt, wo Laster und Sünde herrschen, zu gehen und zu feiern und zu tanzen. An einem dieser zwielichtigen Orte lernt Annette eines Tages den berüchtigten Lebemann Gilbert kennen, der bereits auf eine erhebliche kriminelle Karriere zurückblicken kann. Gilbert strahlt die Magie des Wilden, Ungebändigten und Verbotenen aus, und so folgt Annette ihm nur allzu willig. 
Der Trödler macht sich angesichts des schlechten Umgangs, dem sich seine Tochter ausgesetzt hat, auf den Weg, um sie zu finden und zu retten. In einer anrüchigen Spelunke sieht er sein Kind und beginnt sofort mit Gilbert, diesem Verführer seiner „kleinen Unschuld“, eine ordentlich Prügelei. Arent erkennt in dem Mann sofort auch denjenigen Kunden wieder, der ihm vor nicht allzu langer Zeit einen dunklen Gehrock versetzt hat, den Bergh ausgerechnet jetzt auch noch trägt. Bei dem Zweikampf reißt das Futter auf, und es fallen Geldbündel heraus, die aus einem bislang ungeklärten Raubmord stammen. Da Bergh erkennen muss, wie sehr bereits Annette an dem Verbrecher hängt, behauptet er gegenüber der Polizei, dass er es gewesen sei, der den Raubmord begangen hatte. Doch nun erweist sich Morrison als wahrer Freund und greift ein, in dem er den wahren Täter entlarvt. Es kommt zu einem erneuten Zweikampf, bei dem Gilbert durch eine herabstürzende Hängelampe erschlagen wird. Annette begreift nun endlich, welchen Fehler sie begangen hat und wird stattdessen in Morrison einen neuen und diesmal anständigen Mann fürs Leben finden. 

## Produktionsnotizen
Der Trödler von Amsterdam entstand im Sommer 1925, passierte am 30. September 1925 die deutsche Filmzensur und wurde am 6. November 1925 in Berlins Alhambra-Kino uraufgeführt. Die Länge des Films betrug 2343 Meter, verteilt auf fünf Akte. 
Heinrich Lisson übernahm die Aufnahmeleitung, Andrej Andrejew und Gustav A. Knauer gestalteten die Filmbauten.

## Kritiken
In Wiens Die Stunde heißt es: „Werner Krauß, Diomira Jacobini, Alf Blütecher und Anton Pointner, die in den Hautrollen beschäftigt sind, geben ihr Bestes.“

## Einzelnachweis
1. ↑  „Der Trödler von Amsterdam“. In: Die Stunde, 24. April 1926, S. 8 (online bei ANNO).